# Wacek von Reybekiel
Waclaw Antoni (Wacek) von Reybekiel, född 31 mars 1902 i Zürich, död 17 juli 1988 i Stockholm, var en svensk konstnär och konstpedagog. 
Wacek von Reybekiel var son till läkaren Alf von Reybekiel (1876-?) och psykologen Helena von Reybekiel, född Shapiro (1879–1975). Efter att de hade avslutat sina studier i Zürich flyttade familjen till Warszawa. Här tillbragte von Reybekie förskoleåren innan han flyttade med modern till Hamburg. Han var gift första gången med konsertpianisten Irmgard Heilandt och från 1949 med Maj Sandberg. Han blev far till Bebs, Ann-Christin och Diana von Reybekiel.
von Reybekiel studerade konsthistoria vid universitetet i Hamburg för Erwin Panofsky och fick sin praktiska utbildning till konstnär vid Kunstgewerbeschule i Hamburg och vid Johannes Ittens målarskola i Berlin samt under flera års studier vid konstakademin i Berlin. Han disputerade 1928 på avhandlingen Fons Vitae, en studie om livets brunn i konsten. Han flyttade till Sverige 1933 och deltog som gästelev i krokiteckning för Albert Engström, på Konstakademien i Stockholm och fick där som stipendium en vistelse vid Albert Engströms ateljé i Grisslehamn. Han företog upprepade gånger studieresor till Schweiz, Frankrike, Italien, England och Tyskland. 
von Reybekiel var främst verksam som föreläsare och lärare, bland annat vid Isaac Grünewalds och Signe Barths målarskolor i Stockholm samt vid Lena Börjesons skulpturskola, liksom inom ABF. Han grundade en egen målarskola i Stockholm 1949.
Han hade separatutställningar i Oskarshamn 1953 och Vadstena 1954 samt årligen i konstskolans lokaler i Stockholm. Han medverkade i samlingsutställningen
De ungas salong i Stockholm 1942 och Konstnärer i landsflykt i Stockholm 1944. En av hans målningar, Klippor i Grisslehamn, köptes 1934 av prins Eugen och ingår numera i samlingarna på Waldemarsudde.
Hans konst består företrädesvis av landskapsmotiv från Bohuslän och Italien i olja, gouache, äggoljetempera eller i en teknik kombinerad av tusch, tempera och neocolor.
Roger von Reybekiel genomförde 2013 en utställning med Wacek och Maj von Reybekiels skulpturer och måleri på Fullersta gård i Huddinge.